# Gara Apahida
Gara Apahida este o stație de cale ferată care deservește comuna Apahida, județul Cluj, România.